# Terrazzano
Terrazzano (Terrazzan in dialetto milanese, AFI: [teraˈsãː], localmente Terrezzan) è una frazione del comune di Rho nella città metropolitana di Milano, posta a nord-est del centro abitato.

## Storia
Non vi sono documenti che attestino la fondazione del borgo, ma è certo che la prima chiesa di San Maurizio, oggi demolita e che occupava lo spazio del transetto di quella attuale, fosse di origine antica, forse del secolo XI; è certo tuttavia che viene menzionata nel Liber Notitiae Sanctorum Mediolani di Goffredo da Bussero, risalente al secolo XIII, come ecclesia appartenente alla pieve di Trenno.
In ambito civile Terrazzano fu attestata per la prima volta nel 1346. Nell'ambito della suddivisione del territorio milanese in pievi, apparteneva alla pieve di Trenno, e confinava con Valera a nord, Arese ad est, Mazzo a sud, e Rho e Passirana ad ovest. Nel 1771 contava 213 abitanti.
In età napoleonica, dapprima Terrazzano annesse nel 1809 d'un colpo Cerchiate, Mazzo e Pantanedo, balzando a quota 1 860 abitanti, ma poi fra il 1811 e il 1816 divenne a sua volta frazione di Rho, recuperando l'autonomia nei suoi confini originari con la costituzione del Regno Lombardo-Veneto.
All'unità d'Italia, nel 1861, il comune di Terrazzano contava 601 abitanti.
Nel 1928 Terrazzano e i suoi 785 abitanti furono aggregati definitivamente a Rho.
Il 10 ottobre 1956 Terrazzano ebbe - suo malgrado - un momento di notorietà nazionale, quando due balordi entrarono nella scuola elementare del paese e sequestrarono quasi 100 persone (quasi tutti bambini) per circa 6 ore. L'intervento di Sante Zennaro risolse la situazione ma l'uomo perse tragicamente la vita, ucciso erroneamente dalle forze dell'ordine: oggi la scuola del paese è dedicata a lui.